# Jakša Petrić
Jakša Petrić (Postira, 11. srpnja 1922. – Zagreb, 1993.), jugoslavenski karijerni diplomat i hrvatski političar. Bio je veleposlanik, te pomoćnik saveznog sekretara za vanjske poslove. Na jednogodišnjoj (rotacijskoj) dužnosti predsjednika Predsjedništva Socijalističke Republike Hrvatske bio je 1984. – 1985. godine. 
| Prethodnik:                  | predsjednik Predsjedništva SR Hrvatske 1984. – 1985. | Nasljednik:            |
| Milutin Baltić 1983. – 1984. | predsjednik Predsjedništva SR Hrvatske 1984. – 1985. | Pero Car 1985. – 1985. |